# Se non son matti non li vogliamo
Se non son matti non li vogliamo è un film del 1941 diretto da Esodo Pratelli.
Liberamente tratto dalla commedia dialettale Se no i xe mati no li volemo di Gino Rocca, con la supervisione di Renato Simoni, e girato a Cinecittà, il film esce nelle sale alla fine del 1941.

## Trama
Il Sovrintendente di una associazione goliardica intitolata "Se non son matti non li vogliamo", morendo lascia nel testamento la destinazione dei propri beni a tre vecchi amici, che per rispettare il principio della Società, devono far finta di essere fuori di senno, per non perdere l'assegno che l'amministratore gli versa.
Ma questo stato di cose provoca nei tre eredi grossi guai, il primo muore rapidamente, il secondo ammattisce definitivamente, il terzo vivrà per tutta la vita con l'assegno che percepisce.

## La critica
Diego Calcagno in Film del 10 gennaio 1942: "Il film è bellissimo, con un suo clima così patetico e così dolente. Ma tutto il film trascina e commuove, i tre poveri vecchi sono Ruggeri, Gandusio e Falconi forse la prima volta che lavorano insieme, Vanna Vanni ha dimostrato di aver qualcosa da dire".